# 阿爾頓 (加利福尼亞州)
阿爾頓（英語：Alton）是位於美國加利福尼亞州洪堡縣的一個非建制地區。該地的面積和人口皆未知。

## 地理
阿爾頓的座標為40°32′50″N 124°08′27″W / 40.54722°N 124.14083°W，而該地的平均海拔高度為19米（即62英尺）。